# 鉛中毒
鉛中毒是由鉛所引起的金屬中毒，腦最容易受到鉛的影響。症狀包括腹部疼痛、便秘、噁心、嘔吐、腸絞痛、頭痛、頭暈、煩躁不安、易怒、記憶力出問題、容易疲勞、失眠、關節痠痛、肌肉無力、手腳麻痺、貧血和不孕等。“如果有大量的鉛很快的被吸收時，在腸胃道大量失去液體後會產生休克。嚴重者可能死亡，如果病人幸而存活，可能出現類似慢性鉛中毒特有的徵候及症狀，症狀包括厭食、嘔吐、不適、痙孿，可能導致永久腦部損壞和可逆性的腎傷害。”。在其他未知起因造成的智能障礙病例中，鉛中毒佔了將近10%，而且鉛中毒也會導致行為問題，造成的一些影響是永久性的。鉛中毒嚴重時會導致智力下降、貧血、癲癇發作、昏迷或死亡。
鉛暴露可能是因為空氣污染、水、灰塵、食物或消費性產品。兒童面臨的風險更大，因為他們可能誤食有含鉛油漆物體並攝取到大量鉛。成年人鉛中毒常見原因是在工作中接觸，尤其是特定職業具有高風險。診斷通常是藉由血鉛水平來測量。美国疾病控制与预防中心已將成年人的血鉛上限設為10μg/ dl（10μg/ 100 g）和兒童 5μg/dl。含鉛量的增加也可以通過紅血球的變化來檢測，或者透過X光觀察兒童骨骼密度。
在2013年，鉛中毒據信共導致了85萬3千人死亡，最常發生在開發中國家，而貧困者會暴露在比較高的中毒風險中。鉛本身據統計也佔了全世界疾病負擔的0.6%。人類開採與使用鉛的歷史已有數千年，而關於鉛中毒的描述最早則可追溯到西元前2千年。不過最晚在16世紀時，人們已經開始嘗試限制鉛的使用到了1970年代更開始關注那些沒有訂出安全值的低劑量鉛暴露的情形。

## 致病性
铅作为有毒物质，对于儿童的神经系统破坏尤其大，易导致血液疾病和脑部疾病，因此存在于焊锡中的铅逐渐被其他金屬，如：銀、銅、鋅等所替代，用于與錫共同製成「無鉛焊錫」。长期接触铅及它的盐（尤其是可溶的盐）可能导致肾病和类似绞痛的腹痛。有人认为，许多古罗马皇帝患有失智症，是由于当时使用铅盐作为酒的甜味劑，以及輸水道系統使用鉛质的水管。除此之外，人体积蓄铅后很难自行排出，只能通过药物来清除。
人們认为铅会导致儿童智力衰退，兒童體內鉛過多會降低學習能力、記憶力，并對神經傳導以及維他命的代謝產生負面影響，出于这个原因，大眾減少铅的使用。有研究指出，兒童血液铅含量每增加10微毫克，平均智商就會降低5.5%。美國有研究顯示城市禁用含鉛油漆後，暴力犯罪也呈现减少趋势，由此研究人员推断鉛的含量與犯罪呈現正相關。部份发达国家和地区不再出售含铅油漆（台灣仍廣泛使用含有高濃度鉛的紅丹漆），亦不再出售含鉛汽油，例如香港和台灣。含鉛汽油中的铅經燃燒後能隨空氣周圍散播，嚴重影響公众健康，尤其对兒童影响巨大，如不禁用普通人将難以避免受害。接觸含鉛的物品，例如鉛造的釣魚用具后，應及时洗手，尤其是進食前应格外注意。
體內鉛含量過多可能產生的症狀：慢性肌肉或關節疼痛、聽覺視覺功能變差、易有過敏性疾病、注意力不集中或過動、精神障礙或退化
旧时部份玻璃含有鉛（例如美國1970年代製的玻璃窗，1970年代後美國禁止使用含鉛物质來製造玻璃窗），亦不應接觸，應找專業防污染人士拆除。兒童要避免使用含鉛的玩具和顏料，例如使用鉛製油漆製造的玩具，亦要避免兒童誤食含鉛的細小玩具，由于含鉛化學物多有甜味，易令兒童不斷食用。同時鉛在离子态下會替换身體中一些必須的元素，例如Ca2+ ，Mg2+，Fe2+，扰乱正常代谢。由于電線的膠皮含鉛，電氣技術員亦應避免直接咬開電線，長期接觸下已有人中毒。微量的鉛即可損害女性的生育能力。在对生育能力的影响方面，鉛对男性的危害相较于女性较小，不过高濃度的鉛暴露仍会減少男性的生育能力。高濃度的鉛暴露会令兒童及成人的腦和腎臟嚴重受損，最終導致死亡。國家亦應注意鉛的回收，例如汽車广泛使用的鉛電池，以免污染土地和地下水，目前美國的汽車鉛電池的回收率為99%。另外地球上的鉛储量有限，要考虑到將來鉛的使用。
當鉛自廢棄的電子零件中釋放出來，若污染地下水以及土壤，將對自然環境帶來危害；而人類又易因难以分辨而食用受鉛污染的土壤所栽種的青菜，导致鉛累積在人體進而產生危害，因此目前在制造產品时应盡量避免使用鉛（但是部分食物中自然含有的微量鉛，不會对人體造成伤害）。
台灣的醫學研究顯示，對體內鉛含量較高的腎臟病病人注射排鉛劑能減慢腎病惡化的速度，至少能延後洗腎四年，此研究很有機會能降低台灣的醫療支出。
使用含铅的陶瓷制品有可能导致中毒，尤其在裝酸性溶液（例如果汁）時，这类溶液容易溶解陶瓷的铅离子，增加经饮食摄入风险。

## 曝露途徑
鉛是一種常見的環境污染物，主要出現在空氣污染、染髮劑、油漆、飲水、一些肥料、工業污染物。

### 職業曝露
對成年人來說，職業接觸是鉛中毒的主要原因。人們在生產各種含鉛產品時可能會接觸到鉛，當中包括輻射屏障、彈藥、某些手術設備、牙科X光膠片（每份膠片包都有鉛襯墊以防止輻射穿過）、胎心機、水管、電路板、噴氣引擎和陶瓷釉料。其他有鉛暴露風險的職業包括焊接、合成橡膠、印刷、熔煉鋅和銅、礦物加工、焚燒固體廢物以及生產油漆和顏料。

### 食物
當農作物生長在含鉛量高的土壤中或受到空氣中的鉛污染，動物在飲食中攝入鉛，或鉛從食物儲存或烹調的地方意外加入時，食物便可能含鉛。攝入含鉛油漆和電池也是家畜的接觸途徑之一，繼而影響人類。

### 油漆
一些顏色鮮豔的鉛化合物被廣泛用於油漆中，而含鉛油漆是兒童接觸鉛的主要途徑。老化的含鉛油漆和含鉛的家居灰塵是造成慢性鉛中毒的主要原因。鉛會分解成含鉛灰塵，而兒童因傾向在地板上爬行，容易攝入這些灰塵。許多幼兒有異食癖，他們可能會進食非食物的物品，如含鉛塗料。即使少量的油漆碎片或釉料，也可能含有數十或數百毫克的鉛。吃下含鉛油漆的碎片對兒童來說特別危險，並通常比攝入含鉛灰塵造成更嚴重的中毒。

## 預防及治療

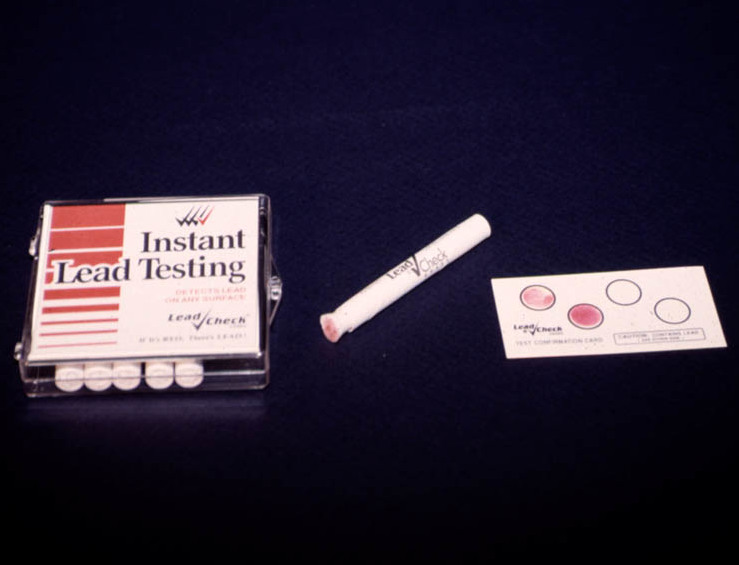
市面上用於檢測鉛的測試套件。當這些拭子擦拭在含鉛物件表面上時，拭子就會變成紅色。

透過避免接觸鉛，鉛中毒是可以預防的。個人方面的作法包括去除家中含鉛物品、取代鉛管、使用鉛檢測套件來檢測家中物件是否含鉛、改善工作環境（例如加強通風設備或進行監測）。假如供水系統內含有鉛，食水的含鉛量會隨著食水在水管間停留的時間逐漸累積，在飲用或煮食前先讓水流兩三分鐘，一般可以減低食水的含鉛量。而對於兒童方面，提升洗手頻率、增加鐵和鈣的攝取量以及勸阻他們把手放在嘴裏能有效降低他們的血鉛水平。
國家性的政策包括透過法律禁止含鉛的油漆及汽油、減少水或是土壤中的允許含鉛量，並且清理受到污染的土壤。
| 血鉛濃度（μg/dL） | 治療方法                         |
| ----------------- | -------------------------------- |
| 10-14             | 重複篩檢、進行教育               |
| 15-19             | 重複篩檢、個案管理以減少吸收來源 |
| 20-44             | 醫療評估、個案管理               |
| 45-69             | 醫學評估、螯合治療、個案管理     |
| >69               | 住院治療、立即螯合治療、個案管理 |

乙二胺四乙酸是其中一種螯合劑，可結合重金屬並將其螯合。

鉛中毒的主要治療方式是去除鉛的來源，並且利用藥物讓鉛可以不和其他體內分子反應，令鉛可以排出體外，這種治療方式稱為螯合治療。兒童的血鉛濃度若超過40–45 µg/dL，建議要接受螯合治療。然而，螯合治療對於長期暴露於低水平鉛的病人作用不大。當長期暴露於鉛時，大量鉛會儲存在骨頭內。在螯合療法停止後，儲存在骨頭中的鉛會緩慢地滲入血液，血鉛濃度可能會因此上升，所以通常需要重複治療。
在有機螯合劑發明之前，口服碘化鹽為一般的治療方法。
螯合劑是一種至少帶有兩個負電荷基團的分子，可與帶正電荷的鉛離子結合，形成複合物。由此形成的螯合物是無毒的並可以透過尿液排出體外。在治療初期，鉛的排放速度可達到正常速度的50倍。用於治療鉛中毒的螯合劑有註射用的二巯基丁二酸、鈉鈣乙二胺四乙酸、二巯基丙醇，以及口服的琥珀酸和D-青黴胺。螯合劑可能會產生不良反應，例如可能降低人體必需營養（如鋅）的含量，而服用口服螯合劑則可能會使人體從腸道吸收更多鉛。

## 各地事件

### 中國大陸
- 陕西 -- 新京报2009年8月14日引用新华社电报道陕西省宝鸡市凤翔县上百名儿童血液铅含量超过100微克/升。当地居民相信毒源为临近的东岭集团冶炼公司工厂产生的气体。[36][37]

- 汕頭 -- 汕頭重金屬污染仍嚴重。曾多次被媒體報導的汕頭貴嶼鎮練江，被重金屬和有毒物質污染，導致當地兒童血鉛超標，近日再有媒體跟進報導，發現情況依舊沒有改善，當地約8成兒童有鉛中毒跡象。電子垃圾回收場造成的污染對貴嶼鎮兒童造成嚴重影響。2010年有研究指出，當地逾7成受訪兒童血鉛量超標。中國官媒前年報導指，當地逾9成兒童受過重金屬污染，其中血鉛超標最普遍。

據報，如今當地兒童鉛中毒情況有所改善，但仍佔8成，當地的電子垃圾地下回收工作帶動地方經濟發展，卻對當地環境和居民健康造成損害，因燃燒電子垃圾產生的毒素會進入土壤、水和空氣中。有專家建議，當地政府應加強污染物的監測，建立分級污染物預警機制，並勒令違規企業停工。

### 香港
2010年代前後，香港食水問題其中之一，多楝大廈涉及自來水含鉛量超出安全標準。
2015年揭發一場「香港铅水事件」。2015年啟德啟晴邨被爆出食水含鉛風波，隨後接連有共11處公共屋邨，被揭發食水含鉛量超標。
多楝新建公屋是由中國建築承建，他們用上國產有問題的預製組件併合建造的水喉組件。這些不符規格的材料，導致食水被驗出鉛超標。食水管焊接位亦用上含鉛焊接物，有屋邨甚至超標2.5倍。特區政府曾一度將己責推向負責公司，稱對方疏忽。涉案喉匠隨即反駁，指房屋署驗收。
2016年5月31日，政府終公佈《食水含鉛超標調查委員會報告》。發展局局長陳茂波、身兼房委會主席的運輸及房屋局局長張炳良、水務署署長林天星及房屋署署長應耀康發言時，同向市民「致歉」。時任政務司司長林鄭月娥指政府責無旁貸，但堅稱鉛水事件是「制度不足」，官員不用就過失問責（不須個人處罰）。
事隔兩年，遺毒深遠。政府指仍有5人的血鉛含量高。

### 台灣
2020年7月，台中市盛唐中醫診所就醫的多個患者發生身體不適，經驗血發現體內血鉛濃度超過容許值數倍，原因為該診所院長呂世明所開立的含硃砂中藥粉有超出標準值的鉛與汞。患者中包括曾任台中市議會議長張宏年以及其母親、老婆、兒子張彥彤（時任台中市議員）、女兒等家人也都有不同程度的鉛中毒。

### 尼日利亞
2010年3月至6月期間於尼日利亞扎姆法拉州出現一連串的鉛中毒事件。造成355人中毒，163人死亡，當中111人為小孩。

### 法國
法國可能疑慮的事件指，巴黎聖母院火災導致至少300噸鉛材料融化，致使巴黎聖母院周圍土地鉛含量非常高，極易引發鉛中毒。不久後，在緊鄰巴黎聖母院的人行道和花園表面，鉛含量是法國衛生當局建議上限的32至65倍。

## 饮食以及保養品的铅含量标准
目前世界卫生组织称没有已知的不会带来有害影响的铅暴露水平，即任何程度的铅摄入对人体都是有害的。
- 食品
  - 香港：不多于2mg/kg[45][46]
  - 大陆：依照不同食品类别标准不同，如新鲜蔬果为0.1mg/kg，但肉类和粮食为0.2，糖果则为0.5[47]。
- 食鹽
  - 国际食品法典委员会（联合国粮农组织及世卫组织)：不多于1mg/kg[48]
  - 香港：不多于2mg/kg
  - 大陸：不多于2mg/kg[48] [47]
- 饮用水
  - 香港：不多于1mg/kg or 1ppm[45]
  - 大陆：不多于0.05mg/L[49]，包装饮用水不多于0.01mg/L[47]。
- 保養品
  - 台灣：不多於10 ppm[50]